# Fukuroi
Fukuroi (Japans: 袋井市, Fukuroi-shi) is een stad in de prefectuur Shizuoka in Japan. 

## Demografie
Op 1 februari 2009 had de stad 85.985 inwoners en een bevolkingsdichtheid van 792 inwoners per km². De totale oppervlakte van deze stad is 108,56 km².

## Geschiedenis
- 1889 - Fukuroi wordt gesticht als gemeente met de naam Yamana
- 1909 - De gemeente wordt hernoemd naar Fukuroi
- 1928 - De gemeente Kasai uit het district Iwata wordt bij de gemeente gevoegd
- 1948 - De gemeente Kudonishi uit het district Shuchi wordt bij de gemeente gevoegd
- 1952 - De gemeente Kudo uit het district Iwata wordt bij de gemeente gevoegd
- 1954 - De gemeente Imai uit het district Iwata wordt bij de gemeente gevoegd
- 1955 - De gemeente Mikawa uit het district Iwata wordt bij de gemeente gevoegd
- 1956 - De gemeente Tahara uit het district Iwata en de gemeente Kasahara uit het district Ogasa worden bij de gemeente gevoegd
- 3 november, 1958 - De gemeente verkrijgt stadstatus (市, shi)
- 1955 - De gemeente Yamanashi uit het district Shuchi wordt bij de gemeente gevoegd
- 1 april 2005 - De gemeente Asaba uit het district Iwata wordt bij de gemeente gevoegd

## Transport

### Treinverkeer
- Tokaido-lijn - Station Fukuroi, Station Aino

### Hoofdwegen
- Tomei autosnelweg
- Nationale autoweg 1
- Nationale autoweg 150

## Sport
Fukuroi was met het Shizuokastadion speelstad bij het WK voetbal 2002. Dit stadion werd tevens gebruikt voor het WK rugby 2019.

## Zustersteden
- - Hillsboro (Verenigde Staten) - sinds 3 november, 1988
- - Narakawa (Japan) - sinds 28 oktober, 2001 (maakt tegenwoordig deel uit van de stad Shiojiri)